# Universidad de Camberra
La Universidad de Camberra (en inglés: The University of Canberra, UC) es una universidad pública ubicada en el suburbio de Bruce, en la ciudad de Camberra, Australia. Es conocida por su enfoque en la educación práctica y profesional, ofreciendo una amplia gama de cursos de pregrado y posgrado.

## Historia
La Universidad de Camberra fue establecida en 1967 como el Canberra College of Advanced Education (Colegio de Educación Avanzada de Camberra). En 1990, el colegio se transformó en la Universidad de Camberra bajo el patrocinio de la Universidad de Monash. Desde su creación, la universidad ha graduado a más de 70.000 estudiantes.
En sus primeros años, la Universidad de Camberra se enfocó en ofrecer formación profesional en áreas como la educación, la enfermería, y la administración pública. A lo largo de las décadas, ha ampliado su oferta académica para incluir una gran variedad de disciplinas, convirtiéndose en un centro de educación superior reconocido a nivel nacional e internacional.

## Campus
El campus principal de la Universidad de Camberra está situado en Bruce, un suburbio a aproximadamente 8 kilómetros al noroeste del centro de Camberra. El campus abarca una extensión de 120 hectáreas y está rodeado de reservas naturales, lo que ofrece un entorno tranquilo y propicio para el estudio.
El campus alberga una variedad de instalaciones modernas, incluyendo la Biblioteca de la Universidad, centros de investigación, laboratorios, instalaciones deportivas y residencias estudiantiles. Además, la universidad ha desarrollado una serie de alianzas con empresas e instituciones para ofrecer a los estudiantes oportunidades de aprendizaje práctico y colaboración en proyectos de investigación.

## Investigación y Reconocimientos
La Universidad de Camberra es reconocida por su fuerte enfoque en la investigación aplicada, especialmente en áreas como la salud, el deporte, la educación y la sostenibilidad. En 2021, la universidad fue clasificada entre las 500 mejores universidades del mundo por el Times Higher Education World University Rankings.

## Programas Académicos
La Universidad de Camberra ofrece programas en una variedad de campos, incluyendo:
- Ciencias de la salud
- Ingeniería, TI y diseño
- Administración y negocios
- Derecho y justicia
- Educación
- Humanidades y ciencias sociales

Además, la universidad es conocida por su enfoque en la innovación y la educación basada en la experiencia, lo que se refleja en sus programas de intercambio internacional, pasantías y proyectos comunitarios.

## Alianzas Internacionales y Programas de Intercambio
La Universidad de Camberra mantiene alianzas con diversas universidades e instituciones alrededor del mundo, facilitando programas de intercambio y colaboración en investigación. Estas alianzas permiten a los estudiantes participar en experiencias educativas internacionales, enriqueciendo su formación académica y cultural.
Algunas de las universidades asociadas incluyen:
- Universidad de Oxford, Reino Unido
- Universidad de California, Estados Unidos
- Universidad de Pekín, China
- Universidad de Tokio, Japón

Los programas de intercambio ofrecen a los estudiantes la oportunidad de estudiar en el extranjero por un semestre o un año, obteniendo créditos académicos que se transfieren a su programa en la Universidad de Camberra. Además, la universidad participa en proyectos de investigación conjuntos con estas instituciones, promoviendo la innovación y el desarrollo en diversas áreas del conocimiento.